# Восстание Добромира
Восстание Добромира (болг. Бунт на Добромир) — произошедшее в 1079 году восстание против власти Византийской империи в Мессемврии в феме Болгария, организованное Добромиром.

## История
В 1079 году в Месемврии началось восстание под руководством Добромира, годом ранее в Средецы началось восстание под руководством Леки. Константин Иречек со ссылкой на источники считал Добромира богомилом, но подтверждения этому, помимо наличия в Мессемврии их крупной общины — нет..
Всего повстанцев было около 80 тысяч, но они были плохо вооружены и неподготовлены. Во время этих восстаний отряды печенегов и куманов дошли до Адрианополя, Добромиру удалось завязать с ними отношения для совместной войны против империи
После каких-то неудач в ходе восстания Лека и Добромир признали власть императора Никифора III Вотаниата, который дал им высокие чины и богатые дары.